# علم الأورام النسائي
علم الأورام النسائي أو علم أورام الجهاز التناسلي الأنثوي (بالإنجليزية: Gynecologic oncology)‏ هو اختصاص طِبي يَهتم بسرطانات الجهاز التناسلي الأنثوي، والتي تتضمن سرطان المبيض، وسرطان قناة فالوب، وَسرطان الرحم، وَسرطان المهبل، وَسرطان عنق الرحم، وَسرطان الفرج. يحظى المتخصص في هذا المجال بتدريبات مكثفة حول كيفية تشخيص وعلاج هذه السرطانات.
توجد بعض المنظمات والجمعيات تهتم بشكل خاص بالأورام النسائية، ومن الأمثلة عليها:جمعية علم الأورام النسائية وَالجمعية الأوروبية لعلم الأورام النسائية وَمجموعة علم الأورام النسائية وَمؤسسة سرطان المرأة.

## الأسباب
هناك عدة مسببات قد تؤدي إلى الإصابة بسرطانات الجهاز التناسلي لدى الأنثى، وقد أظهرت بعض الدراسات علاقة الجينات الورمية وَالجينات الكابتة للورم في تحفيز نمو هذه السرطانات، حيثُ قد يؤدي أي خلل وظيفي في هذه الجينات إلى تكوين السرطان أو ربما يكون الأمر وراثي.
غالباً ما يُعتبر فيروس الورم الحليمي البشري مسؤولاً عن إحداث سرطانات عنق الرحم وَبعض حالات سرطان المهبل والفرج.

## إحصاءات
يتم سنوياً تشخيص ما يُقارب 82,000 امرأة بسرطان الجهاز التناسلي في الولايات المتحدة الأمريكية، وفي عام 2013 تم تشخيص حوالي 91,730 حالة، وفي عام 2015 تم تشخيص حوالي 98,000 حالة، تُوفي 30,000 حالة مِنها، والجدول التالي يوضح إحصاءات عام 2015 في الولايات المتحدة الأمريكية:
|                 | الحالات الجديدة | الوفيات |
| --------------- | --------------- | ------- |
| سرطان عنق الرحم | 12,340          | 4,030   |
| سرطان المبيض    | 21,290          | 14,180  |
| سرطان الرحم     | 54,870          | 10,170  |
| سرطان المهبل    | 4,070           | 910     |
| سرطان الفرج     | 5,150           | 1,080   |